# Siler
Siler là một chi nhện trong họ Salticidae.

## Hình ảnh

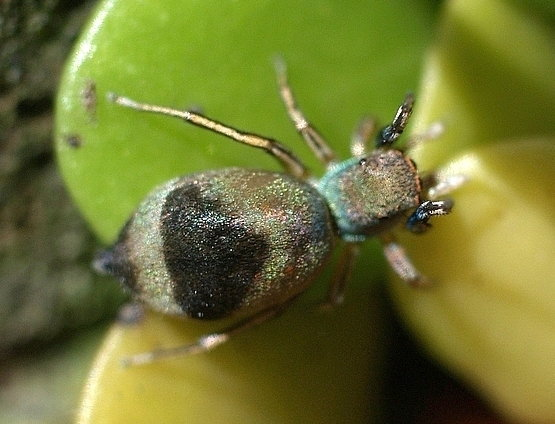